# كارل ألبريشت برنولي
كارل ألبريشت برنولي Carl Albrecht Bernoulli (ولد في بازل في 10 يناير 1868- مات في أرليسهايم في 13 فبراير 1937) أديب وعالم لاهوت إنجيلي سويسري.

## حياته
ولد كارل ألبريشت برنولي في مدينة بازل، وهو ابن عالم القانون كارل يوهان برنولي. درس اللاهوت في جامعة بازل، ثم تركها وأكمل دراسته في شتراسبورج وماربورج. في عام 1894 حصل على شهادة الإجازة العلمية، ثم عمل مدرسا للتاريخ الكنيسة في جامعة بازل، وقد استمر في هذه الوظيفة حتى عام 1897.
في نفس العام أصدر أولى رواياته «لوكاس هيلاند» تحت اسم مستعار هو «إرنست كيلشنر» Ernst Kilchner. وفي نهاية العام نفسه نشر مؤلفا علميا حول تاريخ الكنيسة، نال من خلاله درجة الأستاذية في الجامعة، ولكنه قررالابتعاد عن مجال التدريس الأكاديمي وتفرغ للكتابة ابتداء من عام 1898, لكنه ظل على الرغم من ذلك يؤلف الكتب العلمية بجانب الكتب الأدبية، حتى نهاية حياته.
من بين الكتب المهمة التي ألفها، كتاب بعنوان «نيتشه وأوفربيك...قصة صداقة», ويعد من أهم الكتب عن فترة حياة نيتشه في مدينة بازل. وقد دافع فيه برنولي عن أستاذه الراحل أوفربيك Overbeck, ضد التشنيع الذي وجه إليه من جانب زوجة نيتشه. وقد اتهم برنولي بمحاباة أستاذه ضد نيتشه.
أقام برنولي بين عامي 1898 م 1901 في باريس ولندن. وفي عام 1901 تزوج بباولا هايدنرايش، وعاش الاثنان لمدة خمسة سنوات تالية في لندن وبرلين. ثم قرر الإقامة في أرليسهايم، حيث قضى بقية حياته. مات برنولي في أرليسهايم في 13 فبراير 1937 عن عمر يناهز التاسعة والستين عاما.

## من أعماله
- لوكاس هيلاند 1897

## روابط خارجية
- كارل ألبريشت برنولي على موقع ديسكوغز (الإنجليزية)